# Slovenska muslimanska skupnost
Slovenska muslimanska skupnost (kratica SMS) je manjša izmed dveh islamskih verskih organizacij v Sloveniji. Ustanovljena je bila leta 2006 z odcepitvijo dela vernikov iz večinske Islamske skupnosti v Republiki Sloveniji (ISRS).
Skupnost je nastala zaradi prizadevanja bivšega muftija Slovenije Osmana Đogića, ki je vodja novoustanovljene skupnosti, za popolno avtonomijo ISRS, ki je podrejena Islamski skupnosti v Bosni in Hercegovini.